# Eutetrapha metallescens
Eutetrapha metallescens är en skalbaggsart som först beskrevs av Victor Ivanovitsch Motschulsky 1860.  Eutetrapha metallescens ingår i släktet Eutetrapha och familjen långhorningar. Inga underarter finns listade i Catalogue of Life.